# 圣厄玛奴耳圣本笃堂
圣厄玛奴耳圣本笃堂(西班牙语:Iglesia de San Manuel y San Benito) 是一座罗马天主教教堂,位于西班牙首都马德里。
这座建筑是由建筑师 Fernando Arbós y Tremanti 设计, 建于二十世纪初。它在1982年被宣布为西班牙文化财产。